# Pieni-Kaihlanen
Pieni-Kaihlanen är en sjö i Finland. Den ligger i kommunen Hankasalmi i landskapet Mellersta Finland, i den centrala delen av landet, 250 km norr om huvudstaden Helsingfors. Pieni-Kaihlanen ligger 93,3 meter över havet. I omgivningarna runt Pieni-Kaihlanen växer i huvudsak blandskog. Den är 1,6 meter djup. Arean är 55,4 hektar och strandlinjen är 4,62 kilometer lång. Sjön  ingår i Kymmene älvs huvudavrinningsområde. 